# Идяш-Кускарово
Идя́ш-Куска́рово (баш. Иҙәш-Ҡусҡар) — деревня в Абзелиловском районе Республики Башкортостан России, относится к Гусевскому сельсовету.

## Население
| 1968 | 2002 | 2009 | 2010 |
| ---- | ---- | ---- | ---- |
| 50   | ↗165 | ↗201 | ↗203 |

Согласно переписи 2002 года, преобладающая национальность — башкиры (100 %).

## Географическое положение
Расстояние до:
- районного центра (Аскарово): 12 км,
- центра сельсовета (Гусево): 20 км,
- ближайшей железнодорожной станции (Магнитогорск-Пассажирский): 59 км.

## Религия
В деревне есть мечеть.